# High Frequency Active Auroral Research Program

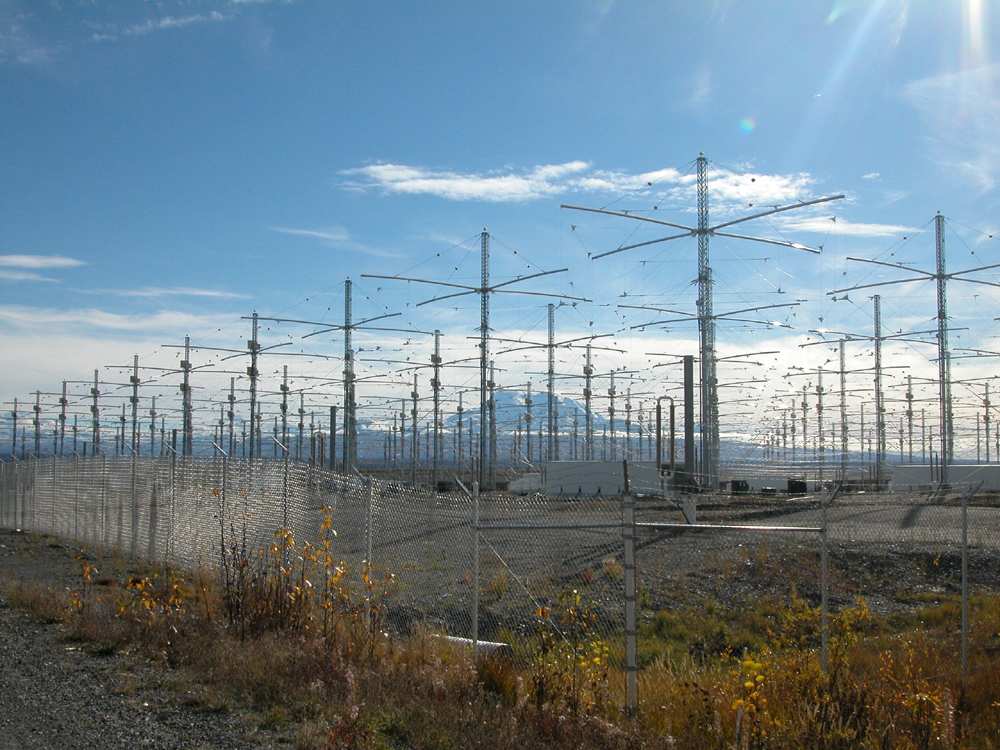
Conjunto de antenas do HAARP.

O projeto High Frequency Active Auroral Research Program (HAARP) (em português:  Programa de Investigação de Aurora Ativa de Alta Frequência) é uma investigação financiada pela Força Aérea dos Estados Unidos, a Marinha e a Universidade do Alasca com o propósito oficial de "entender, simular e controlar os processos ionosféricos que poderiam mudar o funcionamento das comunicações e sistemas de vigilância". 
Iniciou-se em 1993 com uma série de experiências durante vinte anos. É similar a numerosos aquecedores ionosféricos existentes em todo mundo, e tem um grande número de instrumentos de diagnóstico com o objetivo de aperfeiçoar o conhecimento científico da dinâmica ionosférica.
HAARP é alvo de várias teorias da conspiração, que afirmam que o equipamento é capaz de manipular o clima. Analistas e cientistas dizem que os defensores desta e de outras teorias da conspiração estão errados, uma vez que as afirmações feitas estão muito fora das capacidades das instalações, se não do âmbito das ciências naturais.

## Encerramento
Em maio de 2014 foi anunciado pela Força Aérea americana que o projeto seria encerrado. O projeto foi criado pelo senador americano Ted Stevens, quando ele exercia grande controle sobre o orçamento de defesa dos Estados Unidos.
Durante uma audiência no Senado Americano em 2014, o vice-secretário assistente da Força Aérea para a ciência, tecnologia e Engenharia, disse que esta "não é uma área que temos necessidade no futuro," e não seria uma boa utilização dos fundos da Força Aérea manter o HAARP. "Estamos nos movendo para outras formas de influenciar a ionosfera, que foi o que o HAARP foi realmente concebido para fazer", disse ele. "Para injetar energia na ionosfera e ser capaz de realmente controla-la. Mas tal trabalho foi concluído.".
Comentários deste tipo são responsáveis pelo aparecimento de teorias conspiratorias sobre o projeto, que foi encerrado em meados de 2015.

## O enclave

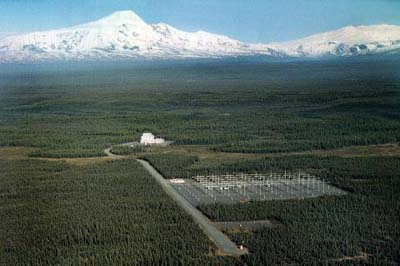
Vista aérea do HAARP.

O lugar onde se situa HAARP fica próximo de Gakona, Alasca (lat. 62°23'36" N, long 145°08'03" W), a oeste do Parque Nacional Wrangell-San Elias. Depois de realizar um relatório sobre o impacto ambiental, permitiu-se estabelecer ali uma rede de 360 antenas. O HAARP foi construído no mesmo lugar onde se encontravam algumas instalações de radares, as quais abrigam agora o centro do controle do HAARP, uma cozinha e vários escritórios. Outras estruturas menores abrigam diversos instrumentos. O principal componente de HAARP é o Instrumento de Investigação Ionosférica (IRI), um aquecedor ionosférico. Trata-se de um sistema transmissor de alta frequência (HF) utilizado para modificar temporariamente a ionosfera. O estudo destes dados contribui com informações importantes para entender os processos naturais que se produzem nela.
Durante o processo de investigação ionosférica, o sinal gerado pelo transmissor é enviado ao campo de antenas, as quais o transmite para o céu. A uma altitude entre 100 e 350 km, o sinal dissipa-se parcialmente, concentrando-se numa massa a centenas de metros de altura e várias dezenas de quilômetros de diâmetro sobre o lugar. A intensidade do sinal de alta frequência na ionosfera é de menos de 3 µW/cm2, dezenas de milhares de vezes menor que a radiação eletromagnética natural que chega à Terra procedente do Sol, e centenas de vezes menor que as alterações aleatórias da energia ultravioleta (UV) que mantém a ionosfera. No entanto, os efeitos produzidos pelo HAARP podem ser observados com os instrumentos científicos das instalações mencionadas, e a informação que se obtém é útil para entender a dinâmica do plasma e os processos de interação entre a Terra e o Sol.

## A estrutura
O sítio do projeto fica ao norte de Gakona, Alaska, a oeste do Wrangell-Saint Elias National Park. Um estudo do impacto ambiental deu permissão para a instalação de mais de 180 antenas. O HAARP foi construído onde ficava o OVER-THE-HORIZON radar (OTH). Uma grande estrutura, construída para abrigar o OTH agora é a casa do HAARP, sala de controle, cozinha e escritórios. Diversas outras pequenas estruturas ficaram como salas de outros instrumentos. O sítio do HAARP foi construído em três diferentes etapas:
1. O Protótipo de Desenvolvimento tinha 18 antenas, organizadas em três colunas por seis linhas. Era alimentado por 360 kilowatts (kW). Este protótipo transmitia energia o suficiente para os testes ionosféricos mais básicos.
2. O Protótipo de Desenvolvimento Completo tinha 48 antenas, organizadas em seis colunas de oito linhas cada, com 960 kW de transmissão. Era comparável a outras estações de calor ionosféricas. Ela foi usada para diversos experimentos científicos e ionosféricos que lograram êxito ao longo dos anos.
3. O Instrumento de Pesquisa Ionosférica Final tinha 180 antenas, organizadas em quinze colunas por doze linhas cada, tendo como ganho teórico máximo de 31 dB. Alimentado por uma transmissão de 3.6 MW, mas a energia era voltada para cima de maneira geométrica de forma a permitir que as antenas trabalhassem todas juntas controlando sua direção. Em março de 2007 todas as antenas estavam instaladas, assim a fase final foi concluída e o conjunto de antenas estava em uma fase de testes de performance para cumprir as normas de segurança exigidas pelas agências reguladoras. O projeto começou a funcionar oficialmente com transmissão de 3.6 MW no verão de 2007, emitindo uma Energia de Radiação Efetiva de 5.1 Gigawatts ou 97.1 dBW de saída. Entretanto, normalmente o complexo opera em uma fração daquele valor devido ao baixo ganho da antena em frequências de operação padrão.
Cada antena consta de um dipolo cruzado que pode ser polarizado para efetuar transmissões e recepções em modo linear ordinário (modo Ou) ou em modo extraordinário (modo X). A cada parte de cada um dos dipolos cruzados está alimentada individualmente por um transmissor integrado, desenhado especialmente para reduzir ao máximo a distorção. A potência efetiva irradiada pelo aquecedor está limitada por um fator maior de 10 à mínima frequência operativa. Isto se deve às grandes perdas que produzem as antenas e um comportamento pouco efetivo.
O HAARP pode transmitir numa onda de freqüências entre 2,8 e 10 MHz. Esta intensidade está acima das emissões de rádio AM abaixo das freqüências livres. O HAARP tem permissões para transmitir unicamente em certas frequências. Quando o emissor está transmitindo, a largura de banda do sinal transmitido é de 100 kHz ou menos. Pode transmitir de forma contínua ou em pulsos de 100 microssegundos. A transmissão contínua é útil para a modificação ionosférica, enquanto a de pulsos serve para usar as instalações como um radar. Os cientistas podem fazer experimentos utilizando ambos métodos, modificando a ionosfera durante um tempo predeterminado e depois medindo a atenuação dos efeitos com as transmissões de pulsos.

## Controvérsias

### Suposto potencial para uso como arma
O Projeto HAARP tem sido objeto de controvérsias desde meados da década de 1990, após alegações de que as antenas poderiam ser utilizadas como uma arma. Em agosto de 2002, o Parlamento Russo apresentou formalmente uma menção crítica. O Parlamento emitiu um comunicado de imprensa a respeito do HAARP escrito pelas comissões de Relações Internacionais e de Defesa, assinado por 90 deputados e apresentado ao presidente Vladimir Putin. Segundo o comunicado:
Os Estados Unidos estão criando novas armas geofísicas que podem influenciar a baixa atmosfera terrestre [...] A significação deste salto qualitativo pode ser comparada à transição de armas brancas para armas de fogo, ou de armas convencionais para armas nucleares. Este novo tipo de armas difere dos tipos anteriores à medida que a baixa atmosfera terrestre torna-se objeto direto de influência e um de seus componentes.

A maioria dessas teorias e suposições do HAARP sendo usado para fins nefastos são considerados como falsos por analistas e especialistas da área, que afirmam que o projeto gerou um impacto positivo em diversas áreas sobre estudo do clima.

### Alegações de uso e teorias conspiratórias
O HAARP é o protagonista de diversas teorias conspiratórias, nas quais são atribuídos motivos ocultos e capacidades ao projeto. Algumas destas capacidades incluem controle climático e geológico, mapeamento de imagens subterrâneas e controle mental. O jornalista Sharon Weinberger chamou o projeto HAARP de "a Moby Dick das teorias da conspiração" e disse que a popularidade das teorias da conspiração muitas vezes ofusca os benefícios que o projeto HAARP pode trazer para a comunidade científica.
Em janeiro de 2010, setores da imprensa venezuelana afirmaram que o terremoto de 2010 no Haiti poderia ter sido causado por armas produzidas pelo projeto HAARP. O site "Venezuelanalysis" afirmou que Chavez nunca fez tais proposições, e que na verdade a proposta teria surgido em uma coluna de opinião do site da internet de uma emissora de televisão governamental.
No ano de 2022, após as eleições presidenciais, alguns manifestantes da direita Brasileira, afirmaram que estariam sofrendo com os efeitos do projeto HAARP, pois estaria acontecendo vários temporais durante as manifestações.